# Dunes de Nefza

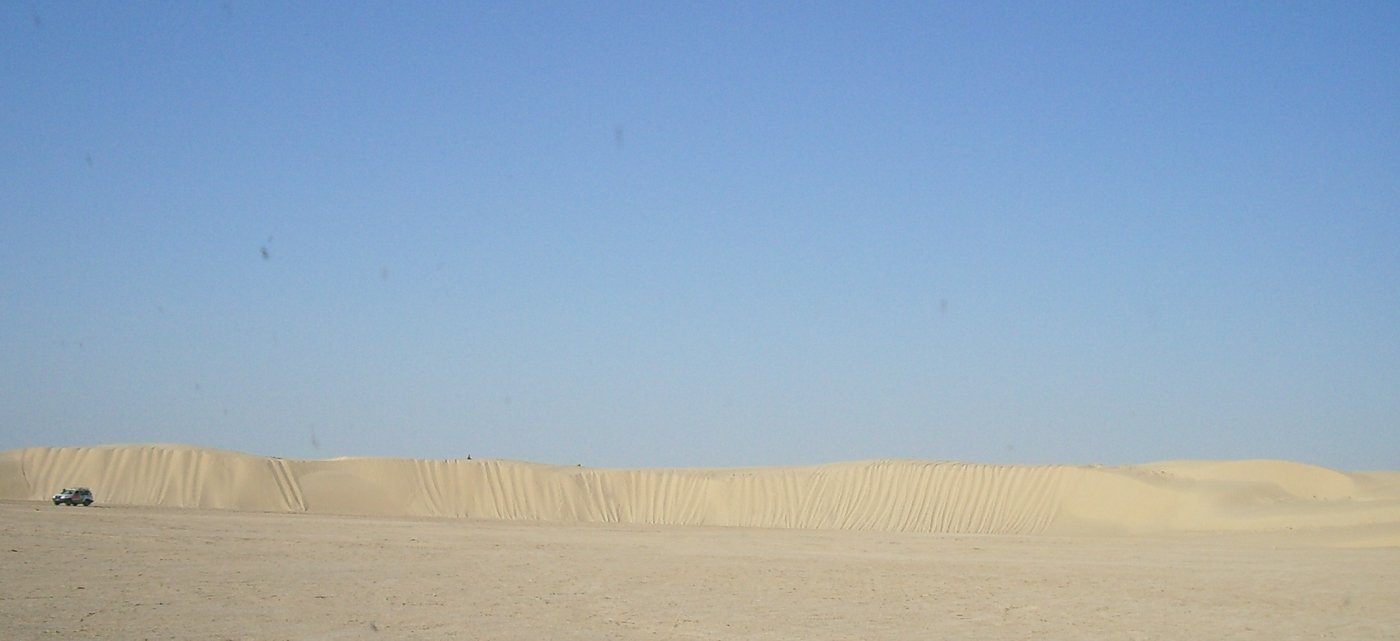
Dunes de Nefta

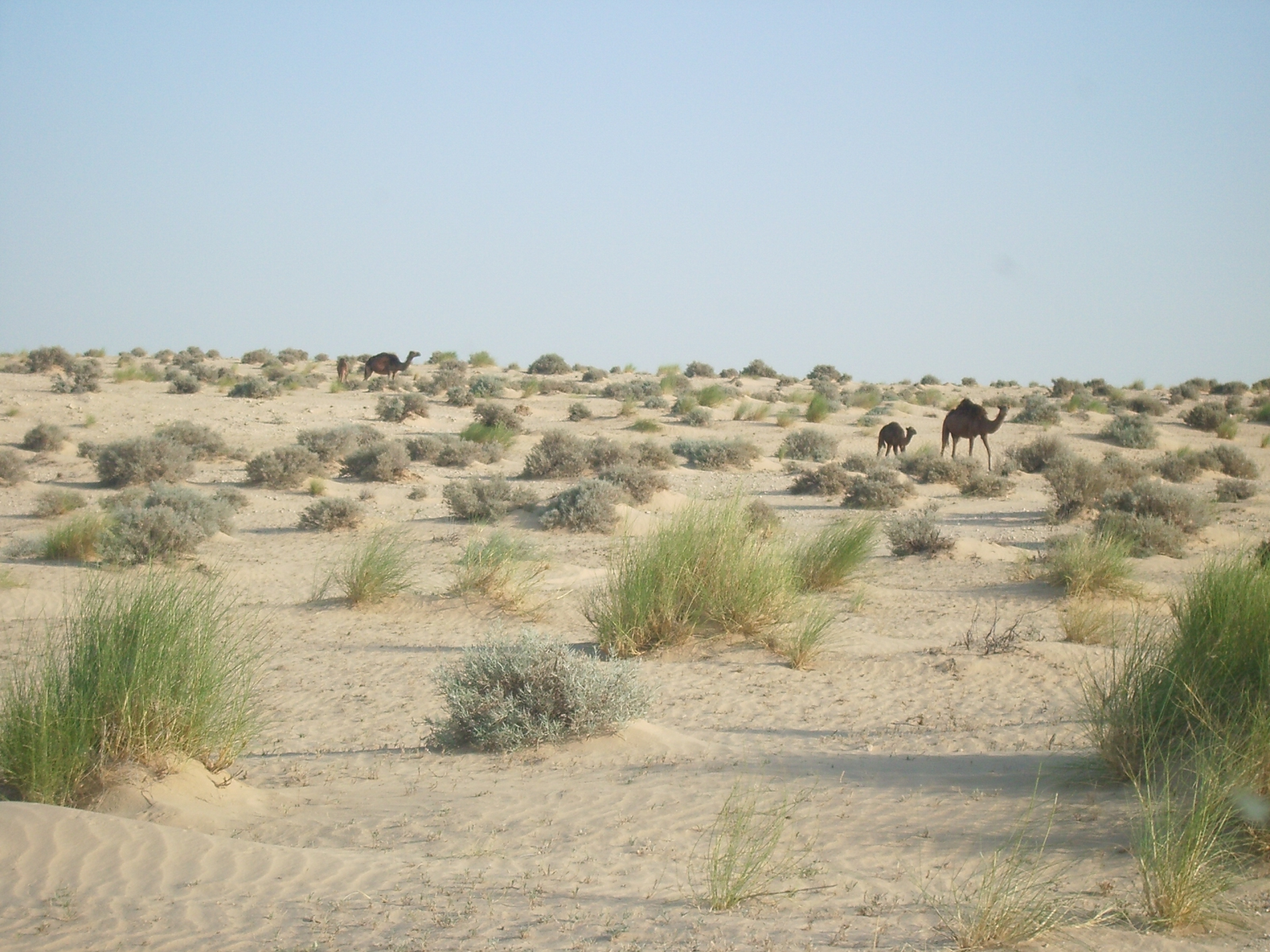
Camells en llibertat a la zona de les dunes de Nefta

Les Dunes de Nefta són un conjunt de dunes situades al nord i nord-oest de la ciutat de Nefta, i que tot i estar en la zona anomenada predesèrtica pels geògrafs, tenen aparença de desert per l'abundància de sorra groga i la manca total de vegetació i pluja. En aquesta zona s'observen els miratges. A uns 14 km al nord-est de la ciutat hi ha el decorat d'una escena de la Guerra de les Galàxies de Gorges Lucas que és un lloc molt concorregut pels turistes. Més a l'oest les dunes reben el nom de Bir Suanech, d'un lloc poblat a uns 13 km al nord-oest de Nefta.